# Sam Hedar
Frans Samuel (Sam) Hedar, född 17 november 1891 i Malmö, död 18 juli 1972 i Stockholm, var en svensk arkivarie. Han var bror till Josef Hedar och far till Per Anders Hedar.
Sam Hedar var son till byggmästaren Carl Erik Andersson. Efter studentexamen i Malmö 1911 studerade han vid Lunds universitet och blev filosofie kandidat 1915, filosofie magister 1917, filosofie licentiat 1921 och 1935 filosofie doktor där. Hedar anställdes 1921 vid Riksarkivet, var 1938–1944 förste arkivarie och chef för kammararkivet samt blev 1944 arkivråd. Åren 1922–1929 var han amanuens i Kammarkollegiet och 1939–1943 assistent vid Tekniska högskolan. Förutom doktorsavhandlingen Enskilda arkiv under karolinska enväldet (1935) publicerade Hedar arkivhistoriska utredningar, särskilt i Meddelanden för Svenska Riksarkivet och Historisk tidskrift. Han skrev avsnittet Lantmäteristyrelsens arkiv i minnesskriften Svenska lantmäteriet 1628–1928. I uppsatsen Geografi och historia (i Historisk tidskrift 1944) diskuterar han den moderna kulturgeografins metoder och möjligheter. Hedar utgav Kammarkollegiets protokoll för åren 1620–1642 (1934–1941) och skrev Högsjögård, en sörmlandsherrgård och dess ägare (1945). Han är begravd på Näshulta kyrkogård.